# Aphanes maroccana
Aphanes maroccana är en rosväxtart som beskrevs av Hylander och Rothm.. Aphanes maroccana ingår i släktet jungfrukammar, och familjen rosväxter. Inga underarter finns listade i Catalogue of Life.